# (2364) Seillier
(2364) Seillier es un asteroide perteneciente al cinturón de asteroides, descubierto el 14 de abril de 1978 por Henri Debehogne desde el Observatorio de La Silla, Chile.   

## Designación y nombre
Designado provisionalmente como 1978 GD. Fue nombrado Seillier en honor a “Seillier” madre del descubridor.